# رودریگو بنتانکور
رودریگو بنتانکور (انگلیسی: Rodrigo Bentancur؛ زادهٔ ۲۵ ژوئن ۱۹۹۷) بازیکن فوتبال اهل اروگوئه است که در باشگاه تاتنهام بازی می‌کند.